# Дојкиначка река
Дојкиначка река је река у југоисточној Србији, притока је реке Височице. Река у ширем смислу припада сливу реке Висоћице (Темштице), а у најширем смислу припада сливу реке Нишаве, односно Јужне Мораве, затим Велике Мораве, па самим тим и црноморском сливу.

## Географске одлике
Дојкиначка река извире на Старој планини, на висоравни Копрена, из извора званог „Три кладенца”, који се налази на на 1.860 m н.в, око 1,5 km северозападно од врха Копрена (1.963 m н.в). Дојкиначка река је на свом путу формирала и јако уску алувијалну раван, речну долину звану Арбиње, кроз коју скоро целом дужином речног тока и протиче. Како протиче и кроз село Дојкинци, по њему и носи име. 
Са 26,07 km најдужа је притока Височице. Такође по површини слива од 137,21 km² највећа је њена притока.
Дојкиначка река најпре тече према северозападу, да би затим лактасто скренула ка југозападу. На ушћу Лисевског дола скреће ка југоистоку, а од ушћа Јеловичке реке опет ка југозападу. Пад Дојкиначке реке је велики и просеку износи 44,92 m/km. 
Низводно од ушћа Јеловичке реке, једне од притока Дојкиначке реке, она пробија узак појас јурских карбонатних творевина, формирајући клисурасту долину између Аметовог камика (1.090 m н.в) на западу и Росомачког врха (1.236 m н.в) на истоку. На развођу Дојкиначке и Јеловичке реке, у тријаским кластичним стена формирано је амфитеатрално удубљење површине око 2 km². На његовом ободу се јавља више извора, а кратки водотокови се сустичу и пониру у крашку масу у подножју
Бодиног врха (.1484 m н.в).
У речном кориту се често јављају брзаци, а облуци великих димензија у речном кориту говоре о снази речног тока Дојкиначка река.
Дојкиначка река се улива у Височицу код села Височка Ржана на 689 m н.в.

## Вегетација
Долинске стране Дојкиначка река су стрме и у доњем делу долине прекривене највише јеловом шумом, док су развођа према Топлодолској, Гостушкој, Белској и Јеловичкој реци покривена травнатом вегетацијом.

## Туристички значај
Корито Дојкиначке реке је изузетно атрактивно и пролази кроз Арбиње, које важи за најлепшу речну долину у Србији, а и шире.
Дојкинци, кроз које пролази река је познато село јер служи као почетна тачка на успону за Стару планину и водопаде Старе планине.
Река формира више атрактивних слапова и мањих водопада од којих је најпознатији водопад Тупавица.